# Medycyna paliatywna
Medycyna paliatywna (łac. pallium „płaszcz”) – priorytetowa dziedzina medycyny, a także specjalizacja lekarska, która obejmuje opiekę nad pacjentami znajdującymi się w terminalnym (paliatywnym) stadium nieuleczalnej choroby. Celem medycyny paliatywnej nie jest wyleczenie chorego ani też zatrzymanie procesu chorobowego, ale przede wszystkim poprawienie jakości życia osób w tym stadium choroby, łagodzenie cierpień fizycznych, psychicznych i socjalnych. 
Uzyskuje się to przez:
- złagodzenie objawów choroby,
- likwidację bólu,
- wsparcie psychiczne chorego i jego najbliższych.

Opieka paliatywna powinna być sprawowana przez wykwalifikowany zespół wielodyscyplinarny, posiadający bogate doświadczenie medyczne oraz niemedyczne. Zespół taki składa się z profesjonalnie przygotowanego personelu i z odpowiednio przeszkolonych wolontariuszy. Podkreślana jest kluczowa rola pielęgniarki, odpowiedzialnej za codzienne towarzyszenie umierającemu. Lekarze sprawują dozór, zwłaszcza jeśli chodzi o przyjęcie pacjenta, określenie jego potrzeb i terapię bólu. W razie potrzeby do dyspozycji są także psychiatrzy, psychologowie i fizjoterapeuci. 
Do niemedycznej części zespołu należą: pracownik socjalny, terapeuta zajęciowy i muzyko-terapeuta, a także kapelan i asystent pastoralny. Do tej grupy dołączyć należy również wolontariuszy, którzy stosownie do swoich możliwości czasowych i odbytego przeszkolenia mogą wykonywać różne prace pomocnicze i towarzyszyć choremu oraz jego rodzinie. 
Założenia medycyny paliatywnej powstały w Wielkiej Brytanii i także tam jest najlepiej rozwinięta. Pierwszy nowoczesny ośrodek opieki paliatywnej – Hospicjum Świętego Krzysztofa – założyła w 1967 Cicely Saunders. W Polsce od lat 80. XX wieku następuje rozwój tej dziedziny. W kraju działa około 200 jednostek specjalizujących się w opiece paliatywnej. W 2002 r. powstało Polskie Towarzystwo Medycyny Paliatywnej zrzeszające specjalistów tej dziedziny medycznej. Konsultantem krajowym medycyny paliatywnej od 21 listopada 2019 jest dr hab. n. med. Wojciech Leppert.